# Mitch Dielemans
Mitch Dielemans, född 6 januari 1993, är en nederländsk bågskytt. Han deltog vid olympiska sommarspelen 2016.